# Hirondelle ouest-africaine
Cecropis domicella
Espèce
Synonymes
- Hirundo domicella Heuglin, 1869
(protonyme)

L'Hirondelle ouest-africaine (Cecropis domicella) est une espèce d'oiseaux de la famille des Hirundinidae, autrefois considérée comme sous-espèce de l'Hirondelle rousseline (R. daurica).

## Répartition
Cette espèce vit en Afrique de l'Ouest, depuis la Sénégambie jusqu'à l'Est du Soudan.

## Taxinomie
Selon le Congrès ornithologique international et Alan P. Peterson il n'existe aucune sous-espèce.